# Трећа истарска бригада
Трећа истарска бригада НОВЈ формирана је 25. августа 1944. године у Чабру од већег дела Првог истарског НОП одреда „Учка“ и истог дана ушла је у састав 43. истарске дивизије НОВЈ. Приликом формирања имала је три батаљона, чету за везу, извиђачки, минерски и санитетски вод, укупно око 600 бораца.
До краја септембра водила је борбе с Вермахтом око Ријеке, а у октобру је заједно с Трећом бригадом Тринаесте дивизије затварала правац Злобин-Фужине-Делнице, којим су немачке и усташкке снаге надирале на слободну територију Горског Котара. Тада је била принуђена на повлачење ка Броду на Купи, где је попуњена са 320 бораца Истрана, који су се до тада налазили у Карловачкој бригади 34. дивизије НОВЈ. До краја 1944. дејствовала је у Покупљу, а јануара 1945. вратила се у Горски Котар где се истакла у уништењу непријатељске посаде у селу Каменици 5. јануара, у тешким борбама с усташама код села Тужевића 14. јануара и код села Шкалића 30. јануара. Учествовала је у борбама за Криви Пут 30. марта, а почетком априла ослободила је село Лучане. Средином априла пребацила се у Истру где је садејствовала јединицама Девете далматинске дивизије у ослобоађању северног дела Истре. Последњу борбу с Немцима водила је заједно са Другом истарском и Трећом бригадом Осме дивизије ЈА приликом ослобођења Према 4-6. маја 1945. године, током завршних операција ЈА.
Одликована је Орденом заслуга за народ са златном звездом.